# 岩手県立黒沢尻北高等学校
岩手県立黒沢尻北高等学校（いわてけんりつ くろさわじりきたこうとうがっこう）は、岩手県北上市にある公立の高等学校。

## 教育方針
生徒の優れた素質と能力を十分に開発伸長させ、以て人類社会の発展に寄与する人材の育成を図ることを目的している。
全ての生徒一人一人が文武両道を実践し、伝統を重んじ、人間性豊かで有為な人材を育成する学校を目指している。

## 沿革
- 1922年3月7日 - 岩手県立黒沢尻中学校として設立認可。
- 1923年11月15日 - 校舎を落成。
- 1924年
  - 5月1日 - 落成式と開校式を挙行[2]。この日を創立記念日に制定。校舎正面玄関階上に図書室を設置。
  - 12月1日 - 寄宿舎を落成。
- 1948年
  - 4月1日 - 学制改革に伴い、「岩手県立黒沢尻第一高等学校」に改称。定時制課程を開設。
  - 11月1日 - 県立黒沢尻農業高校と統合し、農業部を開設。
- 1949年4月1日 - 県立黒沢尻第二高校を統合し、「岩手県立黒沢尻高等学校」に改称。
- 1954年4月1日 - 学校分離により、「岩手県立黒沢尻北高等学校」に改称。
- 1963年3月31日 - 寄宿舎を解体。
- 1967年 - 修学旅行を廃止。
- 1978年
  - 6月21日 - 宮城県沖地震により校舎の一部が崩壊。
  - 12月24日 - 新校舎を着工。
- 1979年8月30日 - 新校舎を落成。
- 1994年9月30日 - 黒陵会館を落成。修学旅行検討委員会を設置。
- 1995年 - 修学旅行が復活。
- 1996年7月1日 - 新館を落成。
- 1997年10月 - 校舎及びグラウンド大規模改修工事を開始。
- 2006年3月3日 - 第二体育館大規模改造工事を実施。
- 2009年9月14日 - 第一体育館耐震改修工事を実施。
- 2010年12月27日 - 西館耐震補強等工事を実施。
- 2011年3月11日 - 東北地方太平洋沖地震により校舎と体育館一部が損壊。
- 2012年2月9日 - 校舎と第一体育館等災害復旧工事を実施。

## 教育課程
当校は、ほとんどの生徒が大学を主とした上級学校への進学希望であるため、教育課程も生徒の能力・適性・進路などを十分に考慮した内容になっている。
- 1年生は、全員共通の教科・科目を学習する。
- 2年生では、文系・理系の２コースが設定されており、自分の進路志望に応じて、いずれかのコースを選択する。
- 3年生では、文系コースが国立文系コースと私立文系コースに分かれる。
  - 文系コースからは、文学・外国語・経済・法学・教育（国語、社会、英語、芸術、家庭、体育　など）・体育・芸術・福祉、などの学部に進学する。
  - 理系コースからは、工学・理学・教育（数学、理科など）・医学・歯学・薬学・看護・農学、などの学部に進学する。

## アクセス
出典：
- JR（東北本線・北上線）北上駅より岩手県交通が運行している以下の路線に乗車。

| のりば | 路線・系統               | 下車停留所     |
| ------ | ------------------------ | -------------- |
| 1b     | 成1・北2・工1・翔5       | ｢黒沢尻北高前｣ |
| 1a     | 花北1・花北2・花北4・北1 | 「北高西口」   |

- JR（柳原駅）北上線 柳原駅より徒歩15分。

## 学校行事
- 4月 入学式、対面式、応援歌練習
- 5月 開校記念日、進路講演会、生徒総会、芸術鑑賞会
- 6月 出前講座、体育祭、一期末考査
- 7月 野球応援、三者面談、夏季休業、夏季課外
- 8月 夏季休業、吹奏楽部定期演奏会、課題テスト、黒陵祭
- 9月 生徒会役選、二期末考査、薬物乱用防止講座、超難関大講座
- 10月 生徒総会、ラグビー応援
- 11月 三期末考査
- 12月 修学旅行、三者面談、冬期休業、冬季課外
- 1月 課題テスト、センター試験
- 2月 学年末考査、大掃除、国公立大前期試験
- 3月 卒業式、終業式、離任式、春季休業、春季課外、国公立大中期・後期試験

## 黒陵祭
黒北のイベントの1つ。黒陵祭は夏休み終了後の八月下旬、土日を使って実施される。この日は地元住民や他の高校の生徒が自由に黒北敷地内に出入りでき、黒北生は客に対してそれぞれのサービスを提供する。黒北生が黒陵祭にて何を行うかは学年によって区別されており、1年生は1年教室を使用しての作品展示、2年生は2年教室を使用して、お化け屋敷、カジノなどの娯楽コーナーの開設、3年生は屋外で飲食物を提供する模擬店を開く（各部活ごと）。2年生が開くコーナーは外部の客だけでなく、黒北生も利用することができる。
黒陵祭１日目終了後、夕方からは第一体育館にて中夜祭が行われる。中夜祭とは内輪の二次会のようなもので、黒北生がステージ上にて様々なパフォーマンス（漫才、ライブ、ドラム演奏など）を行い、集う黒北生を盛り上げるイベントである。この内容は放送部がビデオカメラで撮影し、後にDVDに焼いてくれるため、お金を払えばそのDVDを入手することができる。

## 部活動

### 運動部
- ラグビー部
- ソフトテニス部
- 野球部
- 陸上部
- 水泳部
- バレー部
- バスケットボール部
- サッカー部
- 羽球部
- 卓球部
- 剣道部
- 弓道部
- 柔道部
- 山岳部

### 文化部
- 吹奏楽部
- 音楽部
- 放送部
- 茶道部
- 華道部
- 書道部
- 囲碁将棋部
- 文学部
- 写真部
- 自然科学部（地学班・生物班・物理班・化学班）
- 演劇部
- 美術部
- GMC（ギター・ミュージック・クラブ）

### 同好会
- ダンス同好会

## 施設
- 第1体育館（ピロティ式）
- 第2体育館
- グラウンド（陸上競技用のものもある）
- プール（屋内型）
- 柔剣道場
- 黒陵会館（課外授業で使用、浴室等完備されているので部活の合宿にも用いられる）

## 著名な出身者
- 高橋喜平（第1回生）- 氷雪研究家、エッセイスト。
- 高橋延清 （第3回生）- 東京大学名誉教授、元東京大学北海道演習林場長。
- 高橋富雄（第11回生）-  東北大学名誉教授、日本史学者、東北古代史研究の第一人者。
- 後藤昌次郎（第15回生）- 弁護士。
- 斎藤文一（第15回生）- 新潟大学名誉教授、物理学者、南極観測隊隊員、宮沢賢治研究家。
- 三浦雄一郎（第25回生）- プロスキーヤー。旧制黒沢尻中学入学後、青森県立弘前高等学校に転校。
- 伊藤彬（第30回生） - 政治家。元北上市長、同窓会長。
- 渡辺嘉二郎（第35回生）- 法政大学名誉教授（計測工学・制御工学）。
- 鄭大均（第39回生） - 東京都立大学名誉教授（日韓関係論・アジア地域文化論）。
- 鈴木直志（第41回生）- テレビ岩手元アナウンサー、元報道局長。
- 髙橋敏彦（第46回生）- 政治家。元北上市長。
- 三田紀房（第48回生）- 漫画家。代表作「ドラゴン桜」「エンゼルバンク」「銀のアンカー」。
- 鈴木正朝（第53回生）- 新潟大学法学部教授（情報法）、情報ネットワーク法学会理事。
- 八重樫浩文（第54回生） - 政治家、元地方公務員。北上市長、元岩手県職員。
- 小田島卓生（第58回生）- 東海テレビ放送アナウンサー。
- 小笠原亘（第63回生）- TBSアナウンサー。
- 佐々木洋（第66回生） - 高校野球指導者。花巻東高等学校野球部監督。
- 桑島法子 - 声優。2年で中退、3年次からは岩手県立杜陵高等学校に編入[4]。
- 及川彩子（第67回生） - スポーツライター[5]
- 阿部卓也（第69回生） - デザイナー。愛知淑徳大学創造表現学部准教授[6]。
- 鈴木裕樹（第74回生）- 俳優（ワタナベエンターテインメント所属）。D-BOYSのメンバー。
- 藤原崇（第74回生）- 政治家、弁護士。衆議院議員（自由民主党所属）、内閣府大臣政務官。
- 渡邊太生（第78回生）- ラグビー選手、東芝ブレイブルーパス所属。
- 粟津ちひろ（第79回生）- フリーアナウンサー、元東北放送アナウンサー。
- 手束伊吹（第88回生）- ラグビーレフリー。日本協会A級公認レフリー。